# Трговина људима у Мароку
Трговина људима у Мароку је 2009. године био извор, транзитна тачка и одредиште за мушкарце, жене и децу изложене трговини људима, укључујући принудни рад и принудну проституцију. Деца су тргована унутар земље из руралних подручја у урбане центре да би радила као спремачице или радници, или за комерцијалну сексуалну експлоатацију . Марокански мушкарци, жене и деца су експлоатисани за присилни рад и проституцију у европским и блискоисточним земљама. Младе мароканске девојке из руралних подручја регрутоване су да раде као слушкиње у градовима, али су често доживљавале неисплаћивање плата, претње и физичко или сексуално злостављање, а понекад и ограничења кретања. Ова пракса указује да су ове девојке подвргнуте присилном ропству . Марокански дечаци су искусили принудни рад као шегрти у занатској и грађевинској индустрији иу механичарским радњама. Неколико мароканских мушкараца и дечака намамљено је у Европу лажним понудама за посао, а затим су приморани да продају дрогу . Поред тога, мушкарци и жене из субсахарске Африке, Јужне Азије и Филипина добровољно су, али илегално, уз помоћ кријумчара ушли у Мароко, једном у Мароку, неке од жена су биле приморане на проституцију или, ређе, присиљене на кућну службу. Нигеријске банде, које су се бавиле разним криминалним активностима попут кријумчарења људи и трговине дрогом, надметале су се у контроли трговине подсахарским Африканцима у Мароку. 
Влада Марока 2009. године није испоштовала минималне стандарде за елиминацију трговине људима, међутим, улаже значајне напоре да то учини. Влада је осудила једну особу која је 13-годишње дете које ради у домаћинству подвргла принудном раду, иако је и даље недостајао општи напредак у следећим областима: осуђивање и кажњавање преступника трговине људима казнама сразмерним гнусној природи дела; проактивно идентификовање жртава трговине људима међу рањивим групама; и обезбеђивање да стране жртве трговине људима не подлежу хапшењу и депортацији . Влада такође наставља да меша кријумчарење миграната и трговину људима. 
Земља је ратификовала Протокол УН-а о трговини људима из 2000. у априлу 2011. 
Године 2023. Индекс организованог криминала дао је Мароку оцену 5,5 од 10 за трговину људима. 

## Гонење (2009)
Влада Марока је постигла напредак у истрази кривичних дела трговине људима и кажњавању починилаца трговине људима током извештајног периода. Чини се да марокански закон забрањује све облике трговине људима. Његов Кривични закон забрањује принудни рад деце чланом 467, принудни рад чланом 10, а принудну проституцију и проституцију малолетника члановима 497–499. Влада Марока извештава да такође користи Закон о имиграцији из 2003. и друге статуте, као што су они који забрањују отмицу, превару и принуду, за кривично гоњење кривичних дела трговине људима; међутим, није пружио никакве информације о предметима који су суђени према овим законима. Казне прописане овим разним законима за кривична дела трговине људима у вези са сексуалним радом су довољно строге и сразмерне са онима које су прописане за друга тешка кривична дела, као што је силовање . Насупрот томе, чини се да казне прописане за кривична дела трговине људима нису довољно строге; Казне за дечији рад према члану 467 крећу се од једне до три године затвора, док су опште казне за принудни рад из члана 10. ограничене на новчане казне за починиоце кривичних дела или казну затвора од шест дана до три месеца за понављаче . Влада је предузела кривичну акцију против најмање једног случаја високог профила физичког или сексуалног злостављања деце која раде у домаћинству. У октобру 2009. године, суд је осудио жену судије која је подвргла детету кућног радника принудном раду, осуђена је за умишљај и удар на дете млађе од 15 година, као и за употребу оружја са злонамерном намером и осуђена на казну затвора у трајању од три и по године. Министарство правде је известило да је процесуирало 138 особа због искоришћавања детета за просјачење и 203 особе за омогућавање проституције детета за последњу годину за коју су били доступни подаци, нејасно је колико, ако их има, ових кривичних гоњења је укључивало кривична дела трговине људима. Казне су им биле од једног месеца до две године затвора. Влада је известила да је 2009. године разбила 130 ланца трговине људима или кријумчарења . Међутим, влада није правила разлику између кријумчарења миграната и трговине људима, тако да је било нејасно колико је, ако их има, заиста кругова трговине људима. 

## Заштита
Мароко је остварио ограничен напредак у заштити жртава трговине људима током прошле године. Стране жртве трговине људима се често третирају као мигранти без докумената, који подлежу хапшењу и депортацији. Владини званичници су наставили да притварају и депортују велики број субсахарских миграната без докумената без предузимања одговарајућих корака да међу њима идентификују жртве трговине људима. Ови заточени мигранти, од којих су неки можда били жртве трговине људима, обично су остављани на граници са Алжиром, често без хране и воде. Било је извештаја да су неки били опљачкани, нападнути и сексуално злостављани од стране криминалних група које делују у том подручју. Влада није понудила правне алтернативе за уклањање страних жртава трговине људима у земље у којима би се могле суочити са одмаздом или тешкоћама. Мароко не подстиче жртве да учествују у истрагама против њихових трговаца људима. Неке жртве су наводно сведочиле, али су касније депортоване. Подсахарске афричке жене које су приморане на проституцију у Мароку вероватно неће пријавити злочине из страха да ће бити депортоване. Невладине организације су пружале већину услуга домаћим жртвама трговине људима. Мигранти без докумената – од којих су неки можда били жртве трговине људима – наводно су претрпели физичко злостављање од стране мароканске полиције. Владине јединице за заштиту деце у Казабланки и Маракешу нудиле су помоћ деци улице и другим жртвама насиља, злостављања и сексуалне експлоатације, укључујући и жртве трговине људима. Влада је такође водила телефонску линију која је жене и децу жртве насиља и сексуалног напада упућивала женским групама за могућу помоћ. Неизвесно је да ли је било која жртва трговине људима идентификована или заштићена путем телефонске линије у извештајном периоду. Према подацима Министарства спољних послова, мароканске дипломатске мисије су пружале помоћ Мароканцима који су били трговани у иностранству. 

## Превенција
Мароканска влада је уложила одређене напоре у спречавању трговине људима 2010. године. Влада је укључила модуле за борбу против трговине људима у програме обуке за Краљевску жандармерију, помоћне снаге и полицију. Министарство правде је у априлу 2009. године спровело курс за подизање свести судија за прекршаје о заштити жртава и раду са жртвама трговине људима које су биле погођене насиљем или сексуалном експлоатацијом. Владини инспектори рада, који су именовани за контакт особе за дечији рад у свакој од 45 инспекторских канцеларија, прошли су обуку од међународне организације током године. Власти нису подигле свест јавности о комерцијалној сексуалној експлоатацији деце и жена и нису предузеле никакве мере како би смањиле потражњу за комерцијалним сексуалним односима . Мароканска влада је обезбедила изводе из матичне књиге рођених за све држављане, укључујући децу у изолованим руралним областима, и издала националне личне карте за све грађане на њихов 18. рођендан. Сви марокански војници који учествују у мировним мисијама УН пролазе обуку о питању комерцијалне сексуалне експлоатације. Мароканска влада је сарађивала са ИОМ-ом у припреми јавно доступног извештаја који је укључивао свеобухватан преглед владиних снага и слабости по питању трговине људима и укључивао препоруке за законодавне и политичке реформе. Мароко није чланица Протокола УН из 2000. године. 